# 澳門旅遊娛樂
澳門旅遊娛樂股份有限公司（葡萄牙語：Sociedade de Turismo e Diversões de Macau, S.A.，簡稱澳娛），是位於澳門的博彩業公司。創立於1961年，創辦人包括葉漢、何鴻燊、霍英東及葉德利。當時與澳門政府簽訂幸運博彩專營合約25年，獨家經營澳門博彩業，開設葡京娛樂場等賭場。
1962年10月，投标开始。傅老榕之子傅荫钊（泰兴公司）呈交投标文件的时间是4时50分。这时离截标的时间只剩10分钟。何鸿燊却在4时55分，比对手迟5分钟、离截标只剩5分钟的时候，将标书投递到了澳门政府。10月上旬，赌界人士盼望已久的投标揭盅，开标结果：原持牌财团泰兴公司的承价是315万元；何鸿燊、叶汉等香港商人组成的新财团（澳門旅遊娛樂股份有限公司）出价是316.7万元，新财团仅比对手高出1.7万元。何鸿燊以1.7万元的优势成了新的赌牌持有人，这也成为了澳门赌牌竞标历史上最特別的一个数字。也成了澳門旅遊娛樂股份有限公司的一個轉捩點。
澳娛創辦人及股東之一的霍英東，於2002年4月退出澳娛，並將所持27.7%（約值60至70億元）的股份，全部捐贈予他在澳門成立的基金會。澳娛少數股東之一，持有澳娛7.3%股權的何鴻燊胞妹「十姑娘」何婉琪曾經向傳媒透露，不滿大股東何鴻燊的管理及派息政策，其後與何鴻燊打官司，2005年6月，澳娛在特別股東大會上把何婉琪從股東中除名。